# Ismaïl Sghyr
Ismaïl Sghyr (in arabo اسماعيل صغير‎?; Taroudant, 16 marzo 1972) è un ex maratoneta e mezzofondista marocchino naturalizzato francese.

## Palmarès

### Europei
- 1 medaglia[1]:
  - 1 argento (Monaco di Baviera 2002 nei 5000 m piani)

### Giochi del Mediterraneo
- 1 medaglia[2]:
  - 1 oro (Bari 1997 nei 10000 m piani)

## Campionati nazionali
1993
- Argento ai campionati francesi, 10000 m piani - 28'42"76

1994
- Argento ai campionati francesi, 5000 m piani - 13'47"35
- 8º ai campionati francesi di corsa campestre - 36'51"

1995
- 6º ai campionati francesi di corsa campestre - 39'06"

1996
- Oro ai campionati francesi di corsa campestre

1999
- 15º ai campionati francesi di corsa campestre - 38'05"

2003
- Argento ai campionati francesi di corsa campestre - 34'31"

2006
- 7º ai campionati francesi, 10000 m piani - 28'51"43
- 11º ai campionati francesi di corsa campestre, cross corto - 11'56"

## Altre competizioni internazionali
1993
- 6º al Cross du Sud-Ouest ( Gujan-Mestras) - 32'02"

1994
- 4º alla 15 km di La Courneuve ( La Courneuve), 15 km - 43'48"
- Bronzo alla L'Obelisque-la Castellane ( Marsiglia), 3,9 km - 10'07"
- 8º al Cross Ouest-France ( Le Mans) - 31'47"
- 11º al Cross Auchan ( Tourcoing) - 30'56"

1995
- Bronzo alla Grand Prix Final ( Monaco), 3000 m piani - 7'36"37
- 5º al Cross Ouest-France ( Le Mans) - 31'05"
- 9º al Cross Auchan ( Tourcoing) - 30'10"

2002
- Bronzo in Coppa del mondo ( Madrid), 5000 m piani - 13'32"82
- Oro al Moissac Cross ( Moissac)

2003
- Coppa Europa di atletica leggera ( Firenze)
- 10º alla Maratona di Amsterdam ( Amsterdam) - 2h11'27"
- Oro alla 10 km di Blanquefort ( Blanquefort) - 29'04"

2004
- 11º alla World Athletics Final ( Monaco), 5000 m piani - 13'30"02
- Bronzo alla Great North Run ( Newcastle upon Tyne) - 1h01'39"
- 8º alla Mezza maratona di Parigi ( Parigi) - 1h02'24"

2005
- 16º alla Maratona di Rotterdam ( Rotterdam) - 2h14'29"
- Bronzo alla Mezza maratona di Parigi ( Parigi) - 1h02'37"
- Oro alla Mezza maratona di Bordeaux ( Bordeaux) - 1h03'13"
- Oro alla 10 km di Gujan-Mestras ( Gujan-Mestras) - 29'27"

2006
- Oro alla 10 km di Gujan-Mestras ( Gujan-Mestras) - 29'33"

2010
- Oro alla 10 km di Le Haillan ( Le Haillan) - 31'41"
- Oro alla 10 km di Saucats ( Saucats) - 31'55"
- Oro alla 10 km di Le Teich ( Le Teich) - 32'05"

2011
- Oro alla Mezza maratona di Langon ( Langon) - 1h09'33"
- Oro alla 10 km di Saucats ( Saucats) - 32'21"

2012
- Argento alla Mezza maratona di Langon ( Langon) - 1h11'00"